# 아이오아이의 음반 외 활동 목록

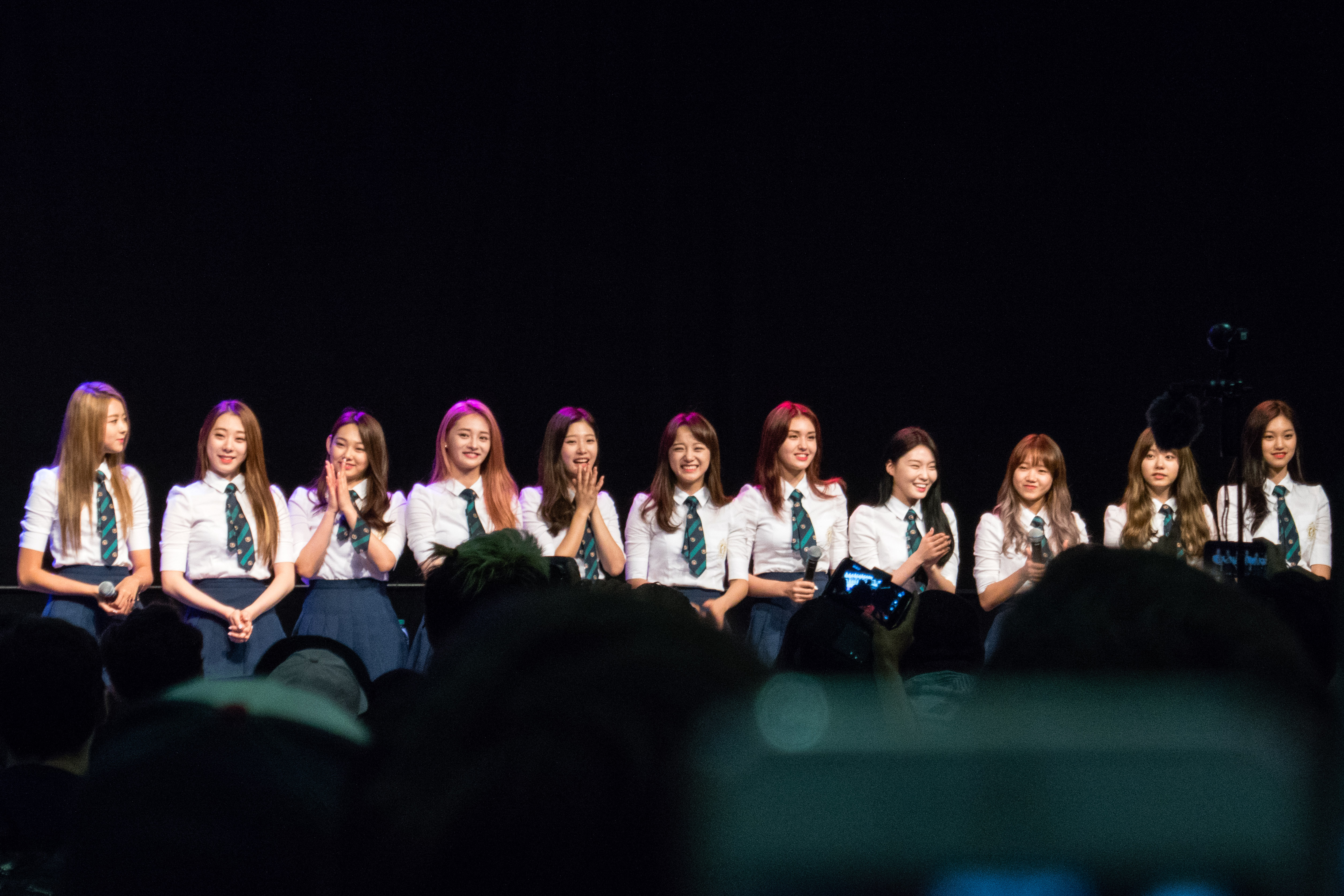

다음은 아이오아이의 음반 외 활동 목록이다.

## 방송

#### 고정
| 연도 | 날짜              | 방송사 | 프로그램명                     | 역할 |
| ---- | ----------------- | ------ | ------------------------------ | ---- |
| 2016 | 4월 22일          | Mnet   | 《스탠바이 I.O.I》             | 출연 |
| 2016 | 4월 29일          | Mnet   | 《스탠바이 I.O.I》             | 출연 |
| 2016 | 7월 8일 ~ 8월 5일 | Mnet   | 《랜선친구 I.O.I》             | 출연 |
| 2016 | 8월 8일           | Mnet   | 《아이오아이 컴백 카운트다운》 | 출연 |
| 2016 | 10월 16일         | Mnet   | 《너무너무너무 보고싶었SHOW》  | 출연 |

## 지상파 프로그램 출연
| 연도 | 방송사               | 제목                              | 출연                                                   | 역할                                                                | 기간                       |
| ---- | -------------------- | --------------------------------- | ------------------------------------------------------ | ------------------------------------------------------------------- | -------------------------- |
| 2016 | JTBC                 | 《투유 프로젝트 - 슈가맨》        | 아이오아이                                             | 게스트                                                              | 4월 26일                   |
| 2016 | KBS1                 | 《도전! 골든벨》                  | 아이오아이                                             | 진행                                                                | 5월 1일                    |
| 2016 | Mnet                 | 《엠카운트다운》                  | 아이오아이                                             | 출연                                                                | 5월 5일                    |
| 2016 | KBS2                 | 《어서옵SHOW》                    | 김세정, 아이오아이, 전소미, 김청하, 정채연, 김소혜     | 고정출연: 김세정 게스트: 아이오아이, 전소미, 김청하, 정채연, 김소혜 | 5월 6일~10월 7일           |
| 2016 | tvN                  | 《SNL 코리아 (시즌 7)》           | 아이오아이                                             | 게스트                                                              | 5월 7일                    |
| 2016 | JTBC                 | 《아는 형님》                     | 아이오아이                                             | 게스트                                                              | 5월 7일                    |
| 2016 | KBS2                 | 《배틀 트립》                     | 아이오아이                                             | 게스트                                                              | 5월 7일                    |
| 2016 | tvN                  | 《코미디빅리그》                  | 전소미, 김세정, 김청하                                 | 게스트                                                              | 5월 8일                    |
| 2016 | SBS MTV              | 《더 쇼》                         | 아이오아이                                             | 출연                                                                | 5월 10일                   |
| 2016 | Mnet                 | 《엠카운트다운》                  | 아이오아이                                             | 출연                                                                | 5월 12일                   |
| 2016 | KBS2                 | 《언니들의 슬램덩크》             | 아이오아이                                             | 게스트                                                              | 5월 13일                   |
| 2016 | SBS MTV              | 《더 쇼》                         | 아이오아이                                             | 출연                                                                | 5월 17일                   |
| 2016 | JTBC                 | 《최고의 사랑》                   | 아이오아이                                             | 게스트                                                              | 5월 17일                   |
| 2016 | KBS2                 | 《뮤비뱅크 스타더스트2》          | 아이오아이                                             | 출연                                                                | 5월 18일                   |
| 2016 | Mnet                 | 《엠카운트다운》                  | 아이오아이                                             | 출연                                                                | 5월 19일                   |
| 2016 | KBS2                 | 《비타민》                        | 임나영, 김청하, 김소혜, 최유정                         | 게스트                                                              | 5월 19일                   |
| 2016 | 아리랑 TV            | 《Simply K-pop》                  | 아이오아이                                             | 출연                                                                | 5월 20일                   |
| 2016 | KBS2                 | 《뮤직뱅크》                      | 아이오아이                                             | 출연                                                                | 5월 20일                   |
| 2016 | KBS1                 | 《안녕 우리말》                   | 임나영, 김청하, 김세정, 전소미                         | 출연                                                                | 5월 23일~5월 27일          |
| 2016 | tvN                  | 《현장토크쇼 택시》               | 아이오아이                                             | 출연                                                                | 5월 24일                   |
| 2016 | JTBC                 | 《최고의 사랑》                   | 아이오아이                                             | 게스트                                                              | 5월 24일                   |
| 2016 | KBS2                 | 《뮤비뱅크 스타더스트2》          | 아이오아이                                             | 출연                                                                | 5월 25일                   |
| 2016 | 아리랑 TV            | 《Simply K-pop》                  | 아이오아이                                             | 출연                                                                | 5월 27일                   |
| 2016 | KBS2                 | 《뮤직뱅크》                      | 아이오아이                                             | 출연                                                                | 5월 27일                   |
| 2016 | OGN                  | 《게임플러스》                    | 아이오아이                                             | 출연                                                                | 5월 27일                   |
| 2016 | OGN                  | 《백발백중》                      | 아이오아이                                             | 출연                                                                | 5월 28일                   |
| 2016 | tvN                  | 《현장토크쇼 택시》               | 아이오아이                                             | 출연                                                                | 5월 31일                   |
| 2016 | KBS2                 | 《스타가 What다!》                | 아이오아이                                             | 출연                                                                | 5월 31일                   |
| 2016 | KBS2                 | 《해피투게더》                    | 전소미                                                 | 게스트                                                              | 6월 2일                    |
| 2016 | KBS2                 | 《대국민 토크쇼 안녕하세요》      | 주결경, 최유정                                         | 게스트                                                              | 6월 6일                    |
| 2016 | KBS2                 | 《불후의 명곡 - 전설을 노래하다》 | 아이오아이                                             | 게스트                                                              | 6월 11일                   |
| 2016 | KBS2                 | 《해피투게더》                    | 임나영, 정채연, 최유정                                 | 게스트                                                              | 6월 16일                   |
| 2016 | SBS                  | 《동상이몽, 괜찮아 괜찮아》       | 정채연                                                 | 게스트                                                              | 6월 13일                   |
| 2016 | SBS MTV              | 《더쇼》                          | 아이오아이                                             | 출연                                                                | 6월 18일                   |
| 2016 | JTBC                 | 《천하장사》                      | 김세정, 강미나                                         | 게스트                                                              | 6월 19일                   |
| 2016 | KBS1                 | 《안녕 우리말》                   | 임나영, 김청하, 김세정, 전소미                         | 게스트                                                              | 6월 20일~6월 24일          |
| 2016 | KBS2                 | 《배틀 트립》                     | 주결경, 전소미                                         | 게스트                                                              | 6월 25일                   |
| 2016 | JTBC                 | 《천하장사》                      | 김세정, 강미나                                         | 게스트                                                              | 6월 26일                   |
| 2016 | 네이버 TV            | 《I.O.I의 괴담시티》              | 임나영, 김청하, 주결경, 김소혜, 최유정, 김도연, 전소미 | 고정출연                                                            | 6월 27일~9월 5일           |
| 2016 | KBS2                 | 《배틀 트립》                     | 주결경, 전소미                                         | 게스트                                                              | 7월 2일                    |
| 2016 | 채널A                | 《개밥 주는 남자》                | 임나영, 김청하, 주결경, 김소혜, 최유정, 김도연, 전소미 | 고정출연                                                            | 7월 8일~8월 26일           |
| 2016 | SBS                  | 《동상이몽, 괜찮아 괜찮아》       | 정채연                                                 | 게스트                                                              | 7월 18일                   |
| 2016 | 네이버 TV            | 《슛 포 러브》                    | 임나영, 주결경, 전소미                                 | 게스트                                                              | 7월 26일                   |
| 2016 | 아리랑 TV            | 《After School Club》             | 임나영, 김청하, 주결경, 김소혜, 최유정, 김도연, 전소미 | 게스트                                                              | 8월 9일                    |
| 2016 | Mnet, tvN            | 《힛 더 스테이지》                | 김청하                                                 | 게스트                                                              | 8월 10일~8월 17일          |
| 2016 | Mnet                 | 《엠카운트다운》                  | 임나영, 김청하, 주결경, 김소혜, 최유정, 김도연, 전소미 | 출연자                                                              | 8월 11일                   |
| 2016 | KBS2                 | 《해피투게더》                    | 김세정                                                 | 게스트                                                              | 8월 11일                   |
| 2016 | KBS2                 | 《뮤직뱅크》                      | 임나영, 김청하, 주결경, 김소혜, 최유정, 김도연, 전소미 | 출연자                                                              | 8월 12일                   |
| 2016 | SBS MTV              | 《더 쇼》                         | 임나영, 김청하, 주결경, 김소혜, 최유정, 김도연, 전소미 | 출연자                                                              | 8월 16일                   |
| 2016 | MBC Music            | 《쇼챔피언》                      | 임나영, 김청하, 주결경, 김소혜, 최유정, 김도연, 전소미 | 출연자                                                              | 8월 17일                   |
| 2016 | Mnet                 | 《엠카운트다운》                  | 임나영, 김청하, 주결경, 김소혜, 최유정, 김도연, 전소미 | 출연자                                                              | 8월 18일                   |
| 2016 | KBS2                 | 《뮤직뱅크》                      | 임나영, 김청하, 주결경, 김소혜, 최유정, 김도연, 전소미 | 출연자                                                              | 8월 19일                   |
| 2016 | JTBC                 | 《잘 먹겠습니다》                 | 김소혜, 전소미                                         | 게스트                                                              | 8월 20일                   |
| 2016 | SBS                  | 《런닝맨》                        | 김세정                                                 | 게스트                                                              | 8월 21일                   |
| 2016 | SBS MTV              | 《더쇼》                          | 임나영, 김청하, 주결경, 김소혜, 최유정, 김도연, 전소미 | 출연자                                                              | 8월 23일                   |
| 2016 | MBC Music            | 《쇼챔피언》                      | 임나영, 김청하, 주결경, 김소혜, 최유정, 김도연, 전소미 | 출연자                                                              | 8월 24일                   |
| 2016 | Mnet                 | 《엠카운트다운》                  | 임나영, 김청하, 주결경, 김소혜, 최유정, 김도연, 전소미 | 출연자                                                              | 8월 25일                   |
| 2016 | KBS2                 | 《뮤직뱅크》                      | 임나영, 김청하, 주결경, 김소혜, 최유정, 김도연, 전소미 | 출연자                                                              | 8월 26일                   |
| 2016 | SBS MTV              | 《더 쇼》                         | 임나영, 김청하, 주결경, 김소혜, 최유정, 김도연, 전소미 | 출연자                                                              | 8월 30일                   |
| 2016 | MBC every1           | 《주간 아이돌》                   | 임나영, 김청하, 주결경, 김소혜, 최유정, 김도연, 전소미 | 게스트                                                              | 8월 31일                   |
| 2016 | Mnet                 | 《엠카운트다운》                  | 임나영, 김청하, 주결경, 김소혜, 최유정, 김도연, 전소미 | 출연자                                                              | 9월 1일                    |
| 2016 | KBS2                 | 《스타가 What다!》                | 임나영, 김청하, 주결경, 김소혜, 최유정, 김도연, 전소미 | 출연자                                                              | 9월 2일                    |
| 2016 | KBS2                 | 《뮤직뱅크》                      | 임나영, 김청하, 주결경, 김소혜, 최유정, 김도연, 전소미 | 출연자                                                              | 9월 2일                    |
| 2016 | KBS2                 | 《유희열의 스케치북》             | 임나영, 김청하, 주결경, 김소혜, 최유정, 김도연, 전소미 | 게스트                                                              | 9월 2일                    |
| 2016 | Mnet                 | 《MEET&GREET》                    | 임나영, 김청하, 주결경, 김소혜, 최유정, 김도연, 전소미 | 게스트                                                              | 9월 5일                    |
| 2016 | SBS MTV              | 《더 쇼》                         | 김도연, 전소미                                         | 게스트                                                              | 9월 6일                    |
| 2016 | Mnet                 | 《너의 목소리가 보여 시즌 3》     | 임나영, 김청하, 주결경, 김소혜, 최유정, 김도연, 전소미 | 초대가수                                                            | 9월 8일                    |
| 2016 | KBS1                 | 《도전골든벨》                    | 임나영, 김청하, 주결경, 김소혜, 최유정, 김도연, 전소미 | 초대가수                                                            | 9월 11일                   |
| 2016 | KBS2                 | 《헬로프렌즈-친구추가》           | 김청하, 김소혜, 최유정, 전소미                         | 게스트                                                              | 9월 18일                   |
| 2016 | KBS1 아프리카TV      | 《십사일반》                      | 김소혜                                                 | 게스트                                                              | 9월 25일                   |
| 2016 | MBC EVERY1 MBC MUSIC | 《스타쇼 360》                    | 김소혜                                                 | 고정 패널                                                           | 9월 26일~                  |
| 2016 | Mnet tvN             | 《힛 더 스테이지》                | 김청하                                                 | 게스트                                                              | 9월 28일                   |
| 2016 | MBC EVERY1 MBC MUSIC | 《스타쇼 360》                    | 임나영, 김청하, 주결경, 김소혜, 최유정, 김도연, 전소미 | 게스트                                                              | 10월 3일                   |
| 2016 | KBS1 아프리카TV      | 《십사일반》                      | 김소혜                                                 | 게스트                                                              | 10월 8일                   |
| 2016 | O'live               | 《8시에 만나》                    | 유연정                                                 | 게스트                                                              | 10월 4일                   |
| 2016 | MBC EVERY1 MBC MUSIC | 《스타쇼 360》                    | 임나영, 김청하, 주결경, 김소혜, 최유정, 김도연, 전소미 | 게스트                                                              | 10월 10일                  |
| 2016 | SBS MTV              | 《더 쇼》                         | 전소미                                                 | 고정 MC                                                             | 10월 11일 ~2017년 4월 25일 |
| 2016 | SBS MTV              | 《더 쇼》                         | 아이오아이                                             | 출연                                                                | 10월 18일                  |
| 2016 | MBC 뮤직             | 《쇼챔피언》                      | 아이오아이                                             | 출연                                                                | 10월 19일                  |
| 2016 | Mnet                 | 《엠카운트다운》                  | 아이오아이                                             | 출연                                                                | 10월 20일                  |
| 2016 | KBS2                 | 《뮤직뱅크》                      | 아이오아이                                             | 출연                                                                | 10월 21일                  |
| 2016 | KBS1                 | 《배움은 놀이다》                 | 전소미, 김세정, 강미나, 김청하                         | 게스트                                                              | 10월 22일                  |
| 2016 | SBS MTV              | 《더 쇼》                         | 아이오아이                                             | 출연                                                                | 10월 25일                  |
| 2016 | KBS2                 | 《뮤비뱅크 스타더스트2》          | 아이오아이                                             | 출연                                                                | 10월 26일                  |
| 2016 | MBC 뮤직             | 《쇼 챔피언》                     | 아이오아이                                             | 출연                                                                | 10월 26일                  |
| 2016 | Mnet                 | 《엠카운트다운》                  | 아이오아이                                             | 출연                                                                | 10월 27일                  |
| 2016 | KBS2                 | 《뮤직뱅크》                      | 아이오아이                                             | 출연                                                                | 10월 28일                  |
| 2016 | SBS MTV              | 《더 쇼》                         | 아이오아이                                             | 출연                                                                | 11월 1일                   |
| 2016 | MBC 뮤직             | 《쇼 챔피언》                     | 아이오아이                                             | 출연                                                                | 11월 2일                   |
| 2016 | MBC every1           | 《주간 아이돌》                   | 아이오아이                                             | 게스트                                                              | 11월 2일                   |
| 2016 | Mnet                 | 《엠카운트다운》                  | 아이오아이                                             | 출연                                                                | 11월 3일                   |
| 2016 | 아리랑 TV            | 《Simply K-Pop》                  | 아이오아이                                             | 출연                                                                | 11월 4일                   |
| 2016 | KBS2                 | 《뮤직뱅크》                      | 아이오아이                                             | 출연                                                                | 11월 4일                   |
| 2016 | tvN                  | 《안투라지》                      | 임나영, 김청하                                         | 카메오                                                              | 11월 4일                   |
| 2016 | KBS2                 | 《뮤비뱅크 스타더스트 2》         | 아이오아이                                             | 출연                                                                | 11월 9일                   |
| 2016 | Mnet                 | 《엠카운트다운》                  | 임나영, 김도연                                         | 스페셜 MC                                                           | 11월 10일                  |
| 2016 | KBS2                 | 《뮤직뱅크》                      | 아이오아이                                             | 출연                                                                | 11월 11일                  |
| 2016 | KBS2                 | 《뮤직뱅크》                      | 아이오아이                                             | 출연                                                                | 11월 18일                  |
| 2016 | KBS2                 | 《불후의 명곡》                   | 아이오아이                                             | 출연                                                                | 11월 19일                  |
| 2018 | KBS2                 | 《배틀 트립》                     | 최유정, 미나                                           | 게스트                                                              | 4월 28일 ~ 5월 5일         |

## 라디오
| 연도 | 방송사       | 제목                            | 출연                                                           | 역할   | 날짜     |
| ---- | ------------ | ------------------------------- | -------------------------------------------------------------- | ------ | -------- |
| 2016 | KBS Cool FM  | 《박지윤의 가요 광장》          | 임나영 김청하 주결경 김소혜 유연정 최유정 강미나 김도연 전소미 | 게스트 | 5월 11일 |
| 2016 | MBC FM4U     | 《테이의 꿈꾸는 라디오》        | 임나영 김청하 주결경 김소혜 유연정 최유정 강미나 김도연        | 게스트 | 5월 11일 |
| 2016 | KBS Cool FM  | 《슈퍼주니어의 키스 더 라디오》 | 임나영 김청하 주결경 김소혜 최유정 김도연 전소미               | 게스트 | 8월 19일 |
| 2016 | 평화공개방송 | 《평화공개방송》                | 임나영 김청하 주결경 김소혜 최유정 김도연 전소미               | 게스트 | 9월 14일 |

## 광고
| 연도 | 품목           | 기업명              | 브랜드명                          | 출연                   | 비고               |
| ---- | -------------- | ------------------- | --------------------------------- | ---------------------- | ------------------ |
| 2016 | 탄산주         | 하이트진로          | 이슬톡톡                          | 임나영, 김청하, 김세정 | 온라인 바이럴 모델 |
| 2016 | 음료           | 웅진식품            | 하늘보리 아이스 스파클링          | 아이오아이             |                    |
| 2016 | 모바일게임     | 넷마블게임즈        | 백발백중 for Kakao                | 아이오아이             |                    |
| 2016 | 모바일게임     | 넷마블게임즈        | 스톤에이지                        | 아이오아이             |                    |
| 2016 | 통신사         | SK텔레콤            | SK텔레콤 연결의 토닥토닥: 소녀 편 | 아이오아이             | 캠페인 광고        |
| 2016 | 화장품         | 아모레퍼시픽        | 에뛰드하우스                      | 아이오아이             | 온라인 바이럴 모델 |
| 2016 | 디저트         | CJ제일제당          | 쁘띠첼 스윗푸딩, 쁘띠첼 에끌레어  | 아이오아이             |                    |
| 2016 | 식품           | CJ제일제당          | CJ알래스카연어                    | 전소미                 | 온라인 바이럴 모델 |
| 2016 | 식품           | CJ제일제당          | 스팸                              | 전소미                 | 온라인 바이럴 모델 |
| 2016 | 쇼핑몰         | 이베이코리아        | 옥션                              | 아이오아이             | 완전체 전속모델    |
| 2016 | 쇼핑몰         | 이베이코리아        | G마켓X배스킨라빈스31              | 최유정                 | 콜라보 광고        |
| 2016 | 만화전문플랫폼 | 코미카 엔터테인먼트 | 웹툰                              | 최유정                 |                    |
| 2016 | 컵라면         | 팔도                | 왕뚜껑                            | 아이오아이             | 온라인 바이럴 모델 |
| 2016 | 스마트폰       | LG전자              | LG X5: Take Out 편                | 전소미                 | 온라인 바이럴 모델 |
| 2016 | 교복           | (주)형지에리트      | 엘리트 학생복                     | 아이오아이             |                    |
| 2016 | 금융           | KB국민은행          | KB국민은행 Liiv                   | 아이오아이             | 온라인 바이럴 모델 |
| 2016 | 캐주얼 의류    | (주)브랜드 인덱스   | 팬콧                              | 아이오아이             |                    |
| 2016 | 종합가전쇼핑몰 | 롯데그룹            | 롯데하이마트: 송년감사세일 편     | 김세정, 전소미         |                    |

## 화보
| 연도 | 잡지사           | 잡지명                      | 정보                                                 |
| ---- | ---------------- | --------------------------- | ---------------------------------------------------- |
| 2016 | MCK퍼블리싱      | 《마리끌레르 코리아》 5월호 |                                                      |
| 2016 | 스타일도어       | 《앳스타일》 5월호          | FILA 콜라보레이션 화보                               |
| 2016 | CJ오쇼핑, CJ E&M | 《퍼스트룩》109호           | 에뛰드하우스 콜라보레이션 화보                       |
| 2016 | 티온네트워크     | 《하이컷》 178호            | 주결경, 김도연, 전소미 출연 아큐브 콜라보레이션 화보 |